# Stadio Pierre Mauroy
Lo stadio Pierre Mauroy (in francese Stade Pierre-Mauroy), noto come Decathlon Arena per motivi di sponsorizzazione, è un impianto sportivo francese di Villeneuve-d'Ascq a servizio della Città Metropolitana di Lilla.
Dedicato principalmente al calcio, fu inaugurato nel 2012 con il nome di Grand Stade Lille Métropole e successivamente intitolato al politico Pierre Mauroy, sindaco di Lilla dal 1973 al 2001.
Può diventare un impianto coperto grazie al tetto retrattile di cui è fornito e, in ragione di ciò, ospitare eventi normalmente riservati a palazzi dello sport come incontri di pallacanestro, pallavolo e tennis.

## Storia
Lo stadio fu progettato per sostituire l'obsoleto Lille Métropole. L'area in cui sorge l'impianto si trova a Villeneuve-d'Ascq, un comune dell'arrondissement di Lilla. Il cantiere partì ufficialmente il 7 luglio 2009.
Fu inaugurato come Grand Stade Lille Métropole il 17 agosto 2012 con l'incontro tra i padroni di casa del Lilla e il Nancy, valido per la seconda giornata della Ligue 1 2012-2013. Il 21 giugno dell'anno successivo lo stadio fu intitolato alla memoria di Pierre Mauroy, primo ministro socialista dal 1981 al 1984 e sindaco di Lilla dal 1973 al 2001, morto due settimane prima.
Fu coperto per ospitare la finale di Coppa Davis 2014 (21-23 novembre) giocata su terra rossa e vinta 3-1 dalla Svizzera contro la Francia. È stato coperto anche per ospitare la fase finale del Campionato europeo maschile di pallacanestro 2015.
Al Pierre Mauroy si sono disputate sei gare del campionato europeo di calcio 2016. È tornato a ospitare la finale di Coppa Davis nelle edizioni del 2017, nella quale la Francia è tornata a vincere il trofeo dopo 16 anni, e del 2018, persa dai padroni di casa contro la Croazia.
Nell'impianto si sono inoltre giocate diverse partite importanti di rugby a 15, tra cui il test-match del 17 novembre 2018 vinto 28-13 dalla Francia contro l'Argentina.
Dal 27 luglio al 4 agosto 2024 l'impianto ha ospitato la fase preliminare del torneo di pallacanestro dei Giochi della XXXIII Olimpiade, mentre dal 6 all'11 agosto è stato la sede della fase finale del torneo di pallamano.

## Struttura
Lo stadio nella sua configurazione classica ha un'altezza di 31 m ed una capacità di 50.186 posti a sedere.
Dispone di un tetto retrattile e grazie a degli impianti idraulici la metà campo a nord può essere sollevata ed innalzata sopra l'altra metà liberando così lo spazio per allestire un'arena coperta che può ospitare a seconda delle configurazioni dalle 6000 alle 30000 persone.

## Incontri

### Campionato europeo di calcio 2016
| Data           | Ora (CET) | Squadra #1 | Ris.  | Squadra #2 | Fase del torneo  | Spettatori |
| -------------- | --------- | ---------- | ----- | ---------- | ---------------- | ---------- |
| 12 giugno 2016 | 21:00     | Germania   | 2 - 0 | Ucraina    | Girone C         | 43 035     |
| 15 giugno 2016 | 15:00     | Russia     | 1 - 2 | Slovacchia | Girone B         | 38 989     |
| 19 giugno 2016 | 21:00     | Svizzera   | 0 - 0 | Francia    | Girone A         | 45 616     |
| 22 giugno 2016 | 21:00     | Italia     | 0 - 1 | Irlanda    | Girone E         | 44 268     |
| 26 giugno 2016 | 18:00     | Germania   | 3 - 0 | Slovacchia | Ottavi di finale | 44 312     |
| 1º luglio 2016 | 21:00     | Galles     | 3 - 1 | Belgio     | Quarti di finale | 45 936     |

## Galleria d'immagini

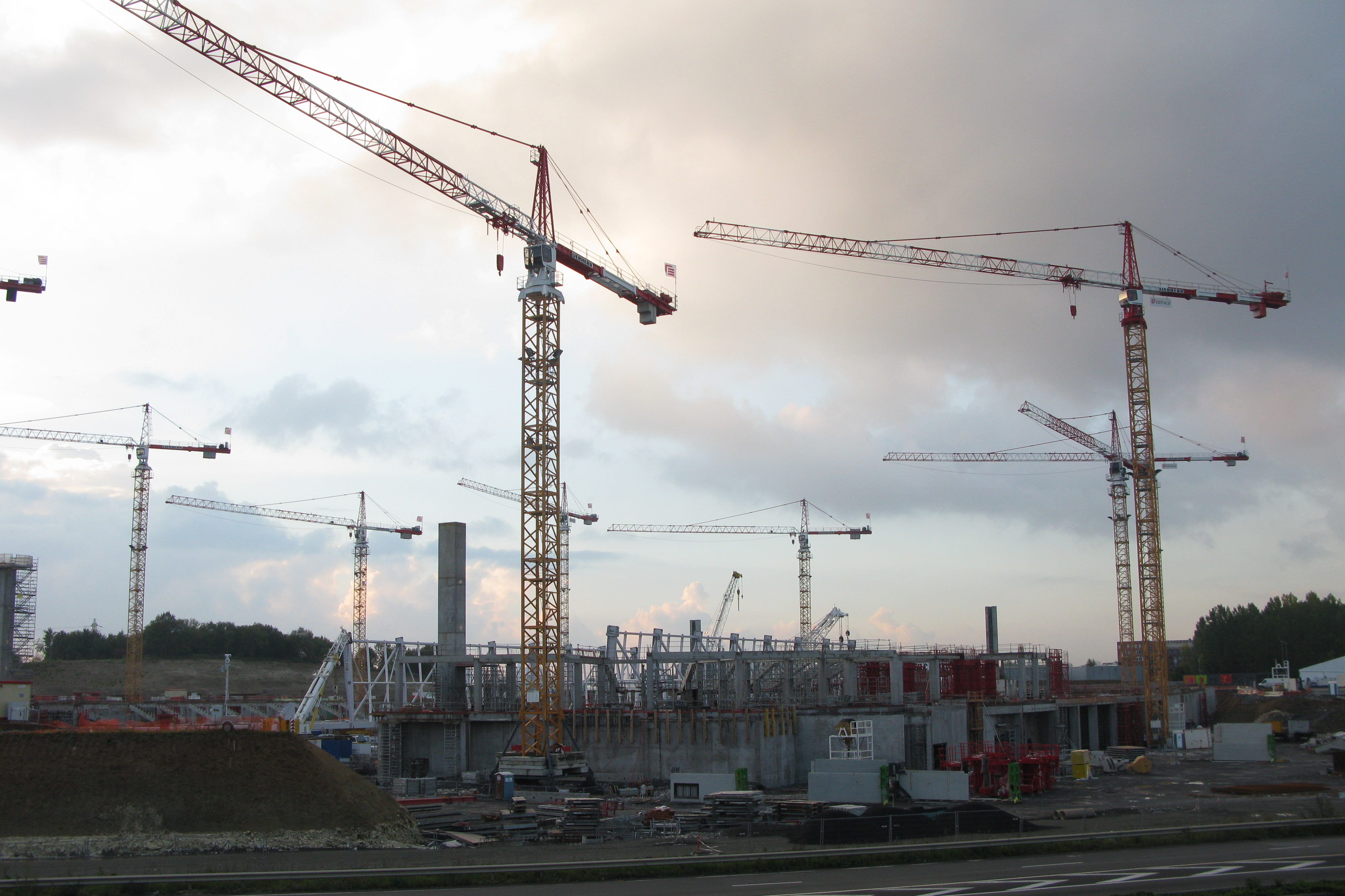
Il cantiere dello stadio nel 2010
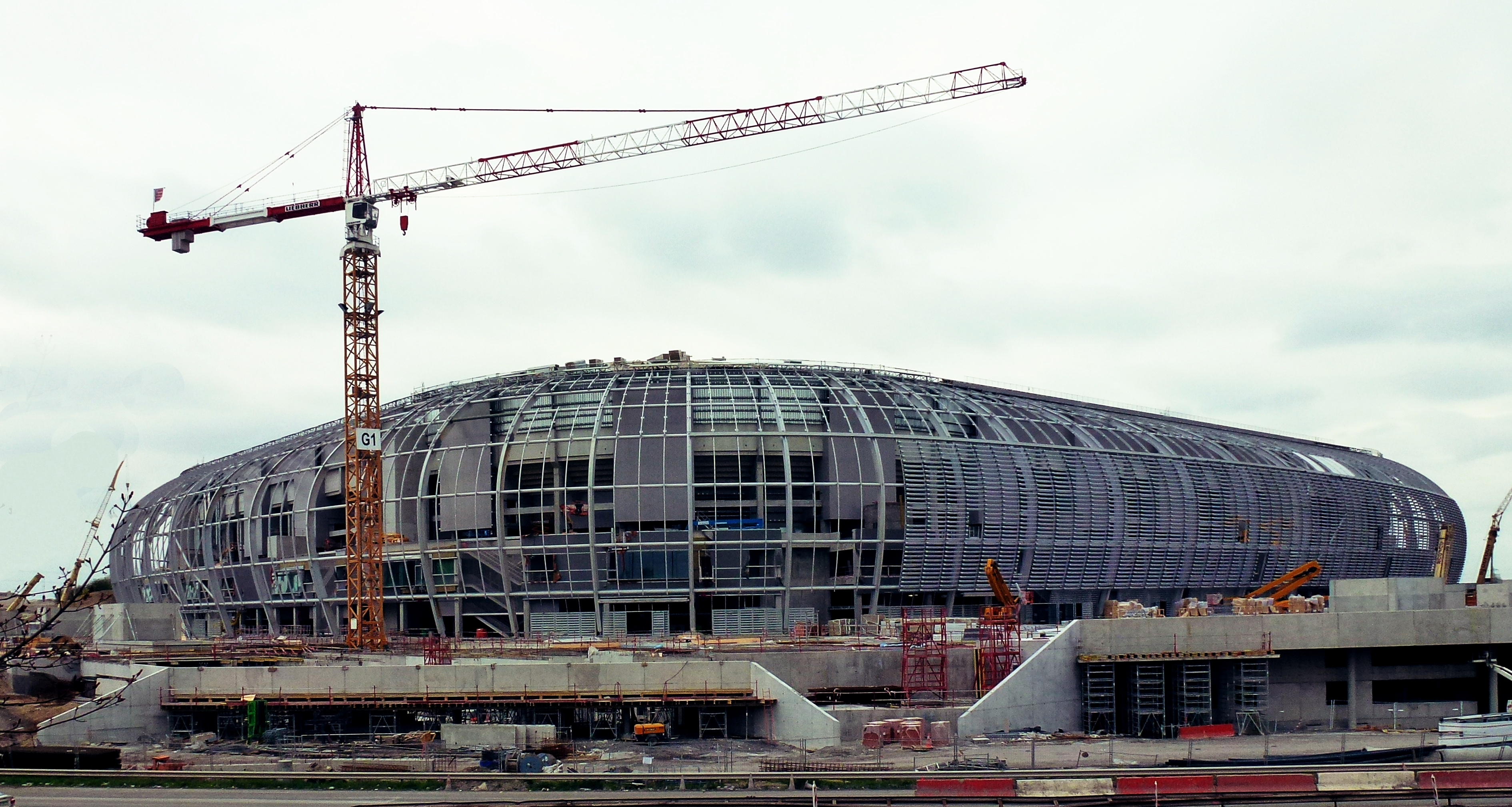
Cantiere dello stadio aprile 2012
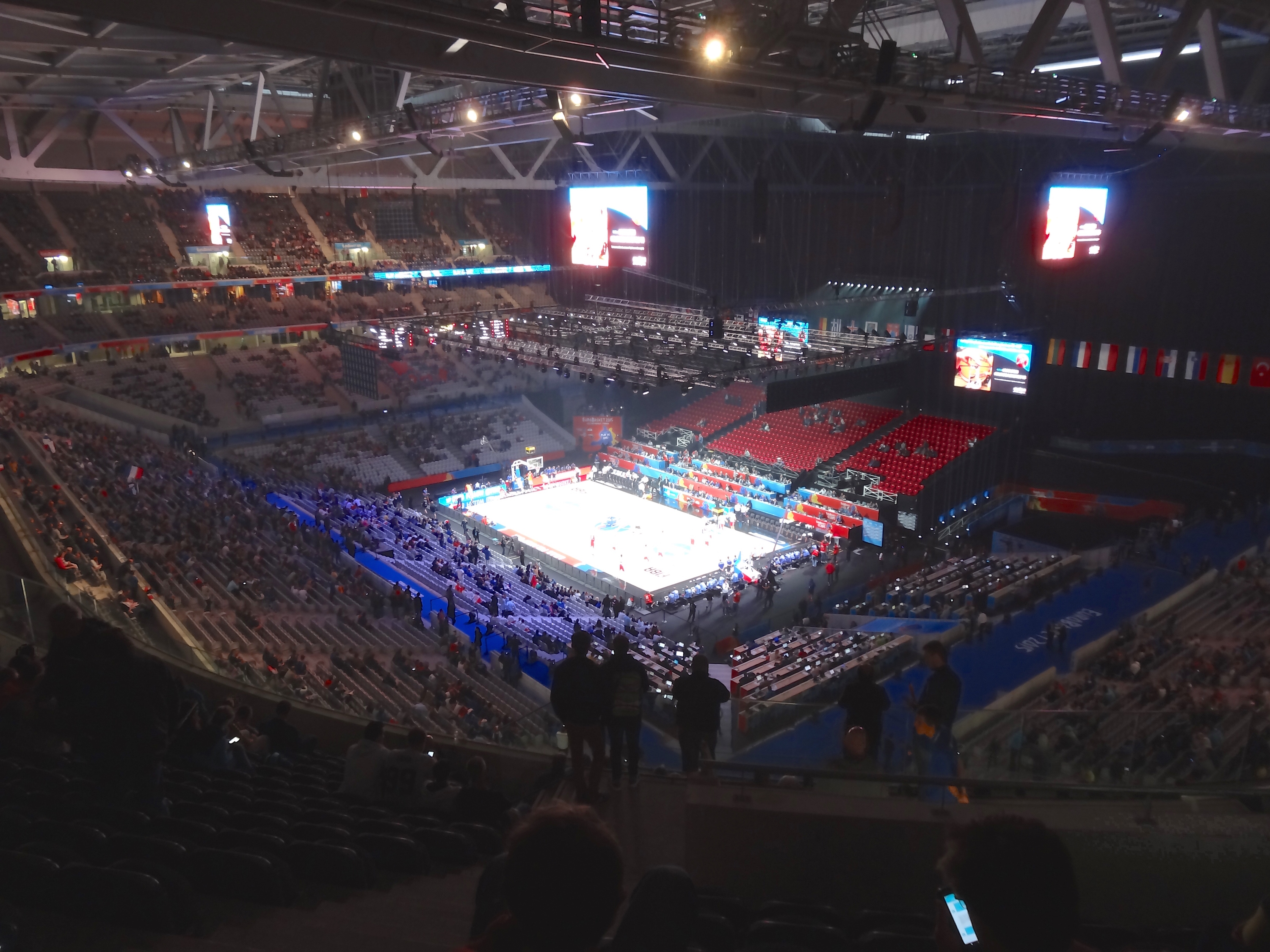
Partita di Eurobasket del 2015. In questa configurazione lo stadio diviene un'arena coperta.